# Burolo
Burolo (Burel o Bureul in piemontese) è un comune italiano di 1 102 abitanti della città metropolitana di Torino in Piemonte, a Est di Ivrea.

## Storia

### Simboli
Lo stemma e il gonfalone del comune di Burolo sono stati concessi con decreto del presidente della Repubblica del 22 luglio 1982.

## Monumenti e luoghi d'interesse
- Chiesa parrocchiale dei Santi Pietro e Paolo, costruita nel 1716 sul sito di una precedente costruzione religiosa del 1193
- Cappella della Madonnina, del 1675, realizzata su precedente pilone votivo
- Cappella di San Rocco, lungo la via principale di accesso, realizzata per voto durante la pestilenza del XV secolo
- Cappella della Maddalena, romanica, edificata su grosso masso erratico
- Cappella di San Vincenzo
- Molti piloni votivi, sparsi nel circondario[5]

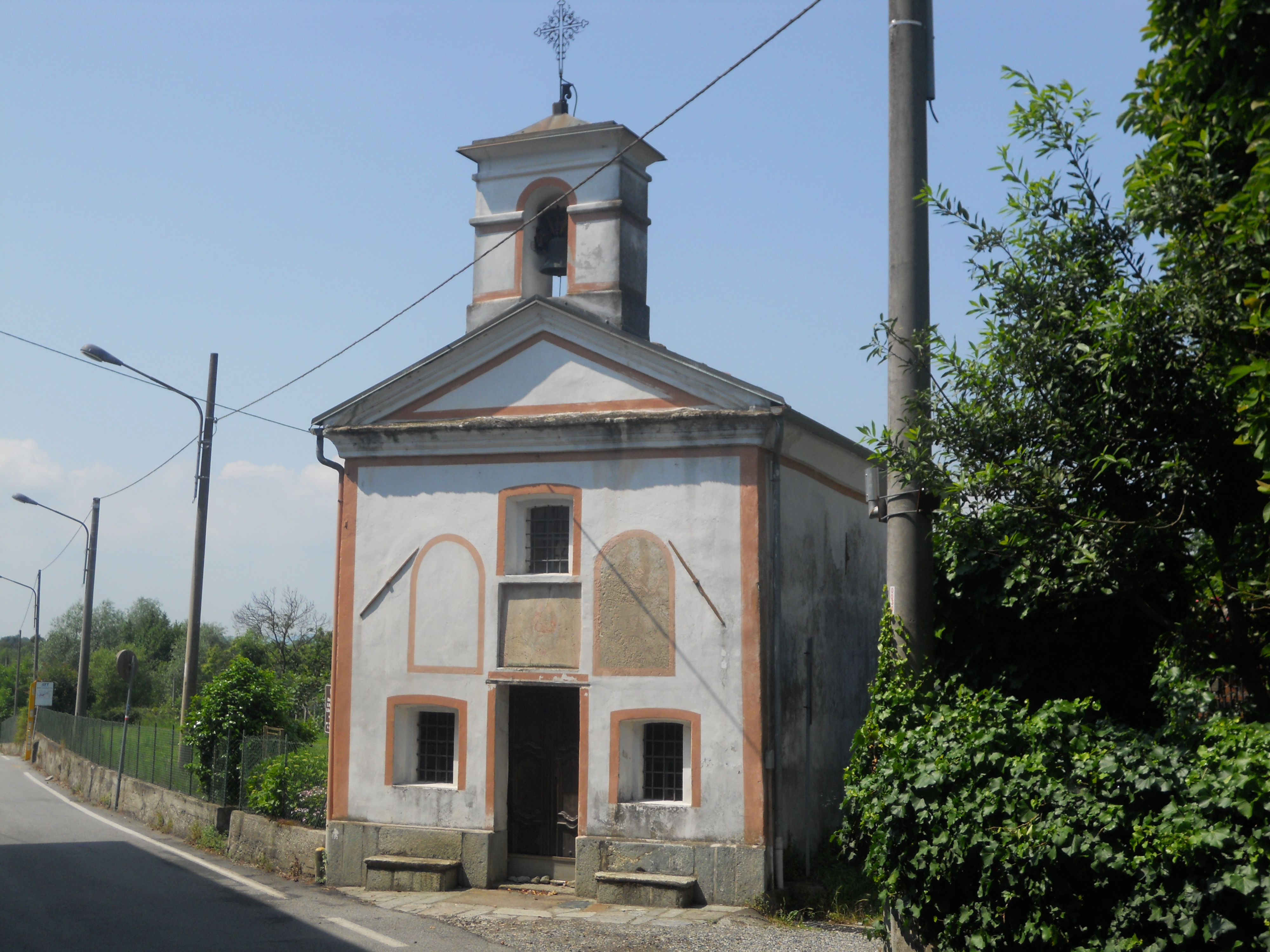
Chiesetta di S.Rocco

### Via Francigena
Il territorio comunale è inserito sul percorso della Via Francigena, variante canavesana, che si dirige successivamente verso Bollengo

## Società

### Evoluzione demografica
Abitanti censiti

### Etnie e minoranze straniere
Secondo i dati Istat al 31 dicembre 2017, i cittadini stranieri residenti a Burolo sono 56, così suddivisi per nazionalità, elencando per le presenze più significative:
1. Romania, 25

## Infrastrutture e trasporti
Tra il 1882 e il 1933 il comune fu servito dalla tranvia Ivrea-Santhià.

## Amministrazione
Di seguito è presentata una tabella relativa alle amministrazioni che si sono succedute in questo comune.
| Periodo        | Periodo        | Primo cittadino     | Partito                                  | Carica  | Note  |
| -------------- | -------------- | ------------------- | ---------------------------------------- | ------- | ----- |
| 14 giugno 1985 | 16 maggio 1990 | Piergiuseppe Cresto | Democrazia Cristiana                     | Sindaco | [ 9 ] |
| 16 maggio 1990 | 24 aprile 1995 | Piergiuseppe Cresto | Democrazia Cristiana                     | Sindaco | [ 9 ] |
| 24 aprile 1995 | 14 giugno 1999 | Piergiuseppe Cresto | centro-destra                            | Sindaco | [ 9 ] |
| 14 giugno 1999 | 14 giugno 2004 | Bruno D'Amico       | centro                                   | Sindaco | [ 9 ] |
| 14 giugno 2004 | 7 giugno 2009  | Piergiuseppe Cresto | lista civica                             | Sindaco | [ 9 ] |
| 8 giugno 2009  | 26 maggio 2014 | Roberto Cominetto   | lista civica                             | Sindaco | [ 9 ] |
| 26 maggio 2014 | 27 maggio 2019 | Franco Cominetto    | lista civica Forze democratiche burolesi | Sindaco | [ 9 ] |
| 27 maggio 2019 | 9 giugno 2024  | Franco Cominetto    | lista civica Forze democratiche burolesi | Sindaco | [ 9 ] |
| 10 giugno 2024 | in carica      | Franco Cominetto    | lista civica Forze democratiche burolesi | Sindaco | [ 9 ] |